# Jocko Besne
Jocko-Besné, né le 29 août 1994 dans le Morbihan et mort le 7 mars 2012 en Loire-Atlantique, est un taureau de la race Prim'Holstein. Qualifié de géniteur d'exception, il est considéré comme le troisième géniteur le plus important de sa race, dû au nombre de ses descendantes, estimé entre 300 000 et 400 000 vaches.

## Biographie

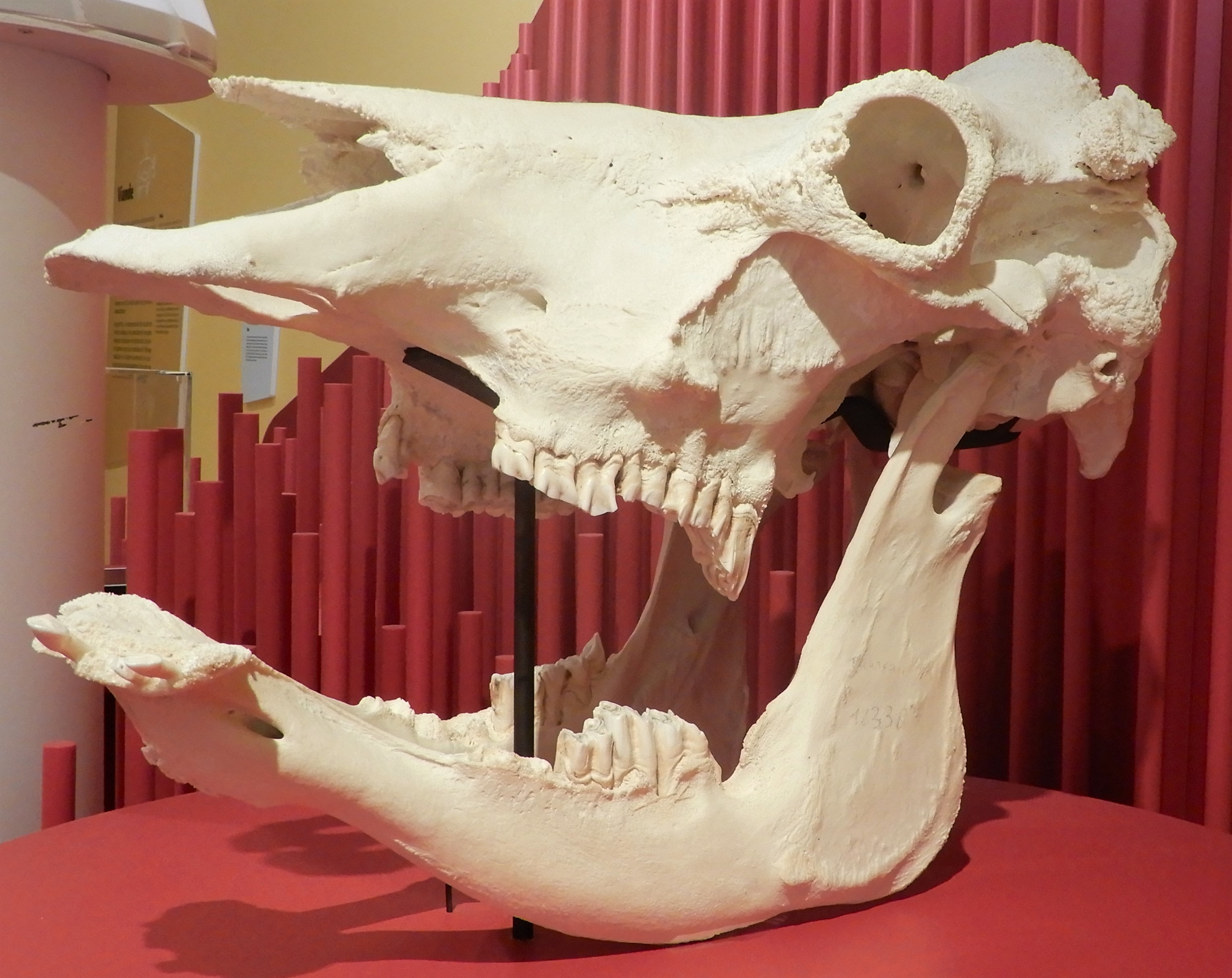
Crâne de Jocko-Besné.

Jocko-Besné est né dans la ferme de Gildas Fertil, à Lignol, dans le Morbihan. Il est ensuite transmis dans le Centre de regroupement et d'intensification des taureaux élite reproducteurs (Criter, aujourd'hui Evolution XY) à Blain, en Loire-Atlantique, pendant les sept dernières années de sa vie. Le taureau appartient au programme d'insémination CREAVIA, fondé en 2008. 
Le nombre de paillettes prélevé sur ce géniteur s'élève, selon l'INRA, à 1 731 598, et le nombre contrôlé de ses filles est de 161 888, réparties dans 21 pays. Le nombre estimé dépasse les 300 000 descendantes; le nombre de mâles engendré n'étant pas pris en compte. En France, 23 370 élevages possèdent des descendantes du géniteur.
Avec trois prélèvements de sperme par semaine, le chiffre d'affaires généré par Jocko-Besné sur l'ensemble de son existence se situe entre 10 et 15 millions d'euros, faisant de l'animal une référence majeure dans l'élevage de la Prim'Holstein. Ses filles présentent en effet des qualités indéniables en ce qui concerne la production de lait et de bonnes compétences en matière de santé et de robustesse.

### Reconnaissance Post-mortem
Jocko-Besné est décédé au centre d'insémination Evolution XY, un an après la retraite qui lui a été offerte. C'est l'un des rares représentants de son espèce à décéder de mort naturelle. La mort de l'animal marque la fin des schémas de sélection conventionnels : les individus reproducteurs étaient auparavant évalués à l'âge de six ans avec les premières descendantes. Cette méthode a disparu au profit de la sélection génomique.
La dépouille de l'animal a été envoyée au Muséum national d'histoire naturelle. Une statue à son effigie est également inaugurée en octobre 2013 à l'occasion du salon de la vache à Pontivy. Elle est désormais placée au centre d'un rond-point sur la route de Nantes à Blain.